# Joan Solé i Bordes
Joan Solé i Bordes (Vilafranca del Penedès, 1955) és un filòleg, historiador, docent jubilat i escriptor vilafranquí que destaca per la seva tasca de recerca local en temes d'àmbit penedesenc.
Pel que fa a la seva formació, està llicenciat en Filologia Romànica Hispànica (1978) i Filologia Catalana (1982) per la Universitat de Barcelona. Des del 1978 fins a la seva jubilació el 2019, ha exercit de professor d’ensenyament secundari en les especialitats d’història i llengua i literatura catalana i castellana. A banda de la seva tasca de docent destaca per les publicacions, col·laboracions a la premsa local i treballs diversos, ha impartit cursos i conferències i ha publicat més d’una trentena de llibres de temàtica penedesenca.
El 1976 funda, a iniciativa de Josep Parera i Joan Tarrada la revista mensual Olerdulae (1976-1996), òrgan del Museu de Vilafranca des de la que es promou la fundació de l'Institut d’Estudis Penedesencs (1977). Fins a l'actualitat hi ha exercí de vocal (1980-1997), sotspresident (1998, 2007-2009) i president (1999-2007). El 2002 funda la revista Del Penedès de l’Institut d’Estudis Penedesencs. L’any 2015 va rebre la distinció Recercat de l'Institut Ramon Muntaner en reconeixement de la seva tasca de recerca.